# Communauté de communes Domfront Tinchebray Interco
Die Communauté de communes Domfront Tinchebray Interco (inoffiziell kurz: Domfront Tinchebray Interco) ist ein französischer Gemeindeverband mit der Rechtsform einer Communauté de communes im Département Orne in der Region Normandie. Sie wurde am 13. Dezember 2016 gegründet und umfasst 15 Gemeinden. Der Verwaltungssitz befindet sich im Ort Tinchebray-Bocage.

## Historische Entwicklung
Der Gemeindeverband entstand mit Wirkung vom 1. Januar 2017 durch die Fusion der Vorgängerorganisationen
- Communauté de communes du Domfrontais sowie
- Communauté de communes du Canton de Tinchebray.[3]

## Mitgliedsgemeinden
| Gemeinde                                           | Einwohner 1. Januar 2022 | Fläche km² | Dichte Einw./km² | Code INSEE | Postleitzahl |
| -------------------------------------------------- | ------------------------ | ---------- | ---------------- | ---------- | ------------ |
| Avrilly                                            | 94                       | 5,5        | 17               | 61021      | 61700        |
| Champsecret                                        | 961                      | 44,68      | 22               | 61091      | 61700        |
| Chanu                                              | 1.248                    | 15,72      | 79               | 61093      | 61800        |
| Domfront en Poiraie                                | 4.131                    | 65,49      | 63               | 61145      | 61700        |
| Le Ménil-Ciboult                                   | 117                      | 6,31       | 19               | 61262      | 61800        |
| Lonlay-l’Abbaye                                    | 1.118                    | 53,41      | 21               | 61232      | 61700        |
| Moncy                                              | 265                      | 7,75       | 34               | 61281      | 61800        |
| Montsecret-Clairefougère                           | 656                      | 13,92      | 47               | 61292      | 61800        |
| Saint-Bômer-les-Forges                             | 1.023                    | 31,08      | 33               | 61369      | 61700        |
| Saint-Brice                                        | 149                      | 4,58       | 33               | 61370      | 61700        |
| Saint-Christophe-de-Chaulieu                       | 88                       | 6,51       | 14               | 61374      | 61800        |
| Saint-Gilles-des-Marais                            | 106                      | 5,92       | 18               | 61401      | 61700        |
| Saint-Pierre-d’Entremont                           | 659                      | 6,19       | 106              | 61445      | 61800        |
| Saint-Quentin-les-Chardonnets                      | 317                      | 9          | 35               | 61451      | 61800        |
| Tinchebray-Bocage                                  | 4.850                    | 90,88      | 53               | 61486      | 61800        |
| Communauté de communes Domfront Tinchebray Interco | 15.782                   | 366,94     | 43               | –          | –            |